# 斯溫霍峰
斯溫霍峰（英語：Swinhoe Peak），是南極洲的山峰，位於南喬治亞群島，海拔高度845米，由奧托·努登舍爾德率領的瑞典探險隊繪入地圖，由英國海外領土管轄。